# 의령 중동리 충의각
의령 중동리 충의각(宜寧 中東里 忠義閣)은 경상남도 의령군 의령읍에 있는 일제강점기의 건축물이다. 2010년 12월 9일 경상남도의 문화재자료 제522호로 지정되었다.

## 개요
1910년도에 초창된 다포팔작식 목조건물인데 망우당 곽재우 장군과 17장령의 증직명과 관향 등이 적힌 명판을 부착한 충의각으로서 어느 한 곳에도 쇠못을 사용하지 않은 한국 전통 목조건물의 건축양식으로 지어졌으며, 조선후기 건립된 다포팔작양식으로 극락세계를 염원하는 상여모양을 본뜬 건물이다.

## 참고 자료
- 의령 중동리 충의각 - 국가유산청 국가유산포털